# Nieuw-Koers
Het Nieuw-Koers (Lets: Kursenieku valoda; Duits: Nehrungskurisch) was een Lets dialect gesproken op de Koerse Schoorwal in het voormalige Oost-Pruisen.
Ze is niet te verwarren met het Koers, de taal van de oude Koeren.
Tot ongeveer de 18e eeuw was het (Nieuw-)Koers een levende taal. De taal werd grotendeels vervangen door Duits en Nederduits. Rond 1930 waren er nog 9500 sprekers, na de Tweede Wereldoorlog en de verdrijving uit Oost-Pruisen was dit aantal slechts 2500. In 2004 waren dit er 8.
Om de taal te behouden, wordt er met behulp van de laatste (nieuw-)Koerstaligen een stel Koerse handboeken uitgegeven. Ook is er een Duits-Koers woordenboek uitgegeven.

## Ontwikkeling in het aantal sprekers
| Jaar | Aantal sprekers     |
| ---- | ------------------- |
| 1620 | ongeveer 150 000    |
| 1871 | 16 842              |
| 1905 | 14 987              |
| 1930 | 9 500               |
| 1950 | 2 500               |
| 2004 | voor zover bekend 8 |